# Мильбер, Жак-Жерар
 Жак-Жерар Мильбер  (фр. Jacques-Gérard Milbert, 1766—1840) — французский художник и натуралист.

## Биография
Родился в 1766 году в Париже. Рано начал заниматься живописью, был учеником Пьер-Анри де Валансьена.
В 1795 году был назначен преподавателем рисования в Горной школе Парижа и отправлен в Пиренейские горы для изучения тамошних рудников.
В 1799 году посетил Альпы. В 1800 году сопровождал экспедицию в южные страны и по возвращении во Францию напечатал, по поручению правительства, донесение об этой экспедиции. В 1815 году отправился в Соединённые Штаты Америки, где изучал обширную территорию и природу.
В ходе шестилетних исследований он прислал во Францию множество новых растений, живых птиц, четвероногих и более 8 тысяч образцов камней, руд и ископаемых для Национального музея естественной истории. Мильбер вернулся во Францию в 1823 году и снова начал преподавать в Горной школе Парижа.
Скончался 5 июня 1840 года.